# Hartmut Issmer
Hartmut Issmer (* 1952 in Bad Hersfeld) ist ein deutscher Bauingenieur und Unternehmer, der durch seine politische Unterstützung der AfD bekannt wurde. Er gilt als einer der größten privaten Spender der Partei.

## Leben und berufliche Laufbahn
Hartmut Issmer betreibt seit den 1980er Jahren ein eigenes Ingenieurbüro im hessischen Erlensee, das auf Hochbau spezialisiert ist. Ein Schwerpunkt liegt dabei auf dem Bau von Wohnhäusern sowie der Sanierung von Altbauten. Issmer ist bundesweit als Bauingenieur tätig und darf Bauanträge in allen Bundesländern einreichen. Seit 2013 tritt er auch als Bauträger und Generalunternehmer auf.
Issmer profitierte in den 1990er Jahren vom Immobilienboom in Ostdeutschland, was ihm zu beträchtlichem Wohlstand verhalf.

## Politische Aktivitäten und AfD-Unterstützung
In den letzten Jahren trat Hartmut Issmer vor allem durch seine Unterstützung der AfD öffentlich in Erscheinung. Im Jahr 2023 spendete er 265.050 Euro an die Partei, was ihn zu einem der größten bekannten Spender der AfD machte. Zudem unterstützt er die „Freiheitsbewegung Main-Kinzig Wetterau“ finanziell. Issmer pflegt Verbindungen zu rechten Medien und unterstützt das Magazin Compact, das vom deutschen Verfassungsschutz als extremistisches Medium eingestuft wird. Er selbst betreibt die Homepage der selbsternannten Volksbewegung „Patrioten für Deutschland“. Issmer ist auch in Thüringen aktiv, wo sein Unternehmen Bauprojekte durchführt. Dort organisierte er in den vergangenen Jahren AfD-Veranstaltungen, unter anderem mit Björn Höcke.
Er vertritt öffentlich rechtspopulistische und rechtsextreme Positionen und trat bundesweit als Redner auf extrem rechten Veranstaltungen auf, so 2018 und 2019 in Berlin, Hamburg und Weimar, wo er u. a. auf Kundgebungen von PEGIDA und Reichsbürgern sprach. Friedensdemo-Watch wies darauf hin, dass Hartmut Issmer in einer Rede über die Macht der FED auf einer Bärgida-Kundgebung im November 2018 auf Motive zurückgriff, die auf den Mahnwachen popularisiert worden waren. Er äußerte sich u. a. zur deutschen Flüchtlingspolitik, Presse und vertritt Positionen gegen den Klimaschutz. In einer Rede warf er den „Globalisten“ vor, die Absicht zu verfolgen, eine „afro-eurasische Mischrasse“ zu züchten.
Nach MDR-Informationen und entsprechender Bestätigung von Fachleuten der Beratungsstellen gegen Rechts bewarb er sich 2020 um eine Rundfunklizenz in Thüringen. Dazu erklärte DGB-Vize des Bezirks Hessen-Thüringen und gewerkschaftlich entsandtes Mitglied des Rundfunkrats, Sandro Witt: „Es wäre ein fatales Signal, Menschen, die mit der extremen Rechten gemeinsame Sache machen, eine öffentliche Plattform zu bieten.“